# Юлія Думанська
Юлія Думанська (нар. 15 серпня 1996, Городенка) — румунська гандболістка українського походження, яка грає за команду СКМ «Римніку Вилча» та збірну Румунії.

## Біографія
Юлія Думанська народилася в сім'ї спортсменів, почала грати в гандбол у 2007 році в 11-річному віці у рідному місті.
У 2011 році її гру помітили подружжя Іван та Жанна Марта і запросили молоду спортсменку грати в СК «Марта» з міста Бая-Маре. Цей клуб, діяльність якого, серед іншого, спрямована на розкриття і формування нових талантів. У 2013 році, Думанська перейшла до клубу ХСС Нептун Констанца, де була відзначена 7 січня 2014 року в матчі Національної Ліги проти ХКМ Раміцу Вальце. Починаючи зі змагального сезону 2014—2015 років, Юлія повернулася до складу клубу «Бая-Маре».
Думанська говорить румунською мовою і навчається в Технічному коледжі «Ангел СОЛНА» в Бая-Маре.
Вона також грає у складі молодіжної збірної Румунії. Її було викликано декілька разів на збори і товариський турнір. На 5 травня 2016 року, в рамках заходу, організованого в штаб-квартирі Міністерства Молоді та Спорту, Юлія Думанська отримала від Єлісабети Ліпе румунське громадянство. У заході взяв участь і пані Юлія Маліна Чобану — Голова Національного Органу з питань Громадянства.

## Досягнення
- Національна Ліга:
  - Переможець : 2019
  - Срібна медаль: 2015, 2016, 2018

- Суперкубок Румунії:
  -  Перемоги:  2014, 2015, 2018

- Кубок EHF :
  - Переможець : 2018

- Чемпіонат Світу для Молоді:
  -  Бронзова медаль: 2016